# Semper
Semper es un grupo musical canario de metalcore/groove metal que debuta en directo en marzo de 2008, pero cuyo nacimiento surgió en agosto de 2007.

## Trayectoria
Semper debuta en directo en marzo de 2008. Sin embargo su nacimiento oficial queda marcado por la noche del 30 de agosto de 2007, fecha en la que tuvo lugar la primera y definitiva unión en Las Palmas de Gran Canaria.
La banda cerró su formación en Carrizal. Sus cinco componentes arrastran múltiples influencias que habrían de converger en un metal contundente que se han encargado de dar a conocer con sus primeras maquetas y sus directos por la geografía isleña.
En 2008 participan entre otros en los festivales Made in Santa Lucía y el primer Canarias Hard & Heavy Meeting. En 2009 actúan en Dorada en Vivo y el concurso de bandas de la Sala Paraninfo, grabando como premio su primer trabajo discográfico en los estudios Jesiisma bajo el título de "Sin juez ni altar".
En 2010 participan en eventos como el festival Laguna Rock, Canarias Heavy, Gomera Rock y Palencia Metal Rock.
En 2013, tras algunos cambios en la formación original, fichan por la discográfica Downn Music (que también trabaja con bandas nacionales como MorphiuM, NoDrama etc.) además de anunciar la salida de un primer disco "Alter Ego".
En 2017 sale a la venta el segundo disco "Khaos" mediante Necromance Records. Este segundo disco supone una vuelta de tuerca en el sonido de Semper, alejándose un poco del sonido groove metalero tradicional del trabajo anterior para evolucionar más hacia sonidos cercanos a metalcore, metal progresivo y djent.

## Miembros

### Actuales
- Gabriel Pérez - voz
- Rafael Pérez - guitarra
- Conny Melefas - guitarra
- Adrián Hernández - bajo
- Borja Miranda - batería

### Pasados
- Ancor Ramirez - guitarra
- Gerardo Cabrera - guitarra
- Neftalí Lorenzo - bajo

## Discografía

### EP
- Sin juez ni altar - 2010

### Álbum
- Alter Ego - 2013
- Kháos - 2017

### Singles
- Colapso - 2025